# عدسی آکروماتیک

انحراف رنگی یک عدسی واحد باعث می‌شود طول موج‌های مختلف نور، فاصله کانونی متفاوتی داشته باشند.

یک عدسی دوتایی بی‌رنگ کننده، نور قرمز و آبی را در یک نقطه کانونی می‌کند و اولین نمونه از عدسی بی‌رنگ است.

در یک عدسی آکروماتیک، دو طول موج در یک کانون قرار می‌گیرند، در اینجا قرمز و آبی.

عدسی بی‌رنگ کننده یا آکروماتیک، عدسی‌ای است که برای محدود کردن اثرات انحراف رنگی و انحراف کروی طراحی شده است. عدسی‌های بی‌رنگ طوری اصلاح شده‌اند که دو طول موج (معمولاً قرمز و آبی) را در یک صفحه متمرکز کنند. طول موج‌های بین این دو، خطای فوکوس بهتری نسبت به عدسی‌های ساده دارند.
رایج‌ترین نوع آکروماتیک، آکروماتیک دابلت یا بی‌رنگ کننده دوتایی است که از دو عدسی مجزا ساخته شده از شیشه‌هایی با مقادیر مختلف پراکندگی تشکیل شده است. معمولاً یک بخش، شامل لنز منفی (مقعر) ساخته شده از شیشه فلینت مانند F2 است که پراکندگی نسبتاً بالایی دارد و بخش دیگر، از یک لنز مثبت (محدب) ساخته شده از شیشه کراون مانند BK7 است که پراکندگی کمتری دارد. این دو بخش در کنار یکدیگر نصب می‌شوند، اغلب به هم چسبانده می‌شوند و به گونه‌ای شکل می‌گیرند که انحراف رنگی یکی با دیگری متعادل شود.
در رایج‌ترین نوع (نشان داده شده)، توان مثبت عنصر عدسی تاجی کاملاً با توان منفی عنصر عدسی فلینت برابر نیست. آن‌ها با هم یک عدسی مثبت ضعیف تشکیل می‌دهند که دو طول موج مختلف نور را به یک کانون مشترک می‌رساند. عدسی‌های دوتایی منفی، که در آن‌ها عنصر توان منفی غالب است، نیز ساخته می‌شوند.
ملاحظات نظری در مورد امکان‌سنجی اصلاح انحراف رنگی در قرن هجدهم، پس از اظهارات نیوتن مبنی بر غیرممکن بودن چنین اصلاحی، مورد بحث قرار گرفت (به تاریخچه تلسکوپ مراجعه کنید). اعتبار اختراع اولین عدسی دوتایی بی‌رنگ اغلب به یک وکیل انگلیسی و عینک‌ساز آماتور به نام چستر مور هال داده می‌شود.
هال می‌خواست کار خود را روی لنزهای بی‌رنگ مخفی نگه دارد و ساخت لنزهای تاج و سنگ چخماق را به دو عینک‌ساز مختلف، ادوارد اسکارلت و جیمز مان واگذار کرد.
آنها به نوبه خود کار را به یک شخص، جورج باس، واگذار کردند. او متوجه شد که این دو جزء برای یک مشتری هستند و پس از نصب دو قسمت روی هم، به خواص بی‌رنگی آنها پی برد. هال از عدسی بی‌رنگ برای ساخت اولین تلسکوپ بی‌رنگ استفاده کرد، اما اختراع او در آن زمان به‌طور گسترده شناخته نشد.
در اواخر دهه ۱۷۵۰، باس لنزهای هال را به جان دولاند معرفی کرد، که پتانسیل آنها را درک کرده و قادر به بازتولید طرح آنها بود. دولاند در سال ۱۷۵۸ برای ثبت اختراع این فناوری اقدام کرد و موفق به دریافت آن شد، که منجر به درگیری‌های تلخی با سایر عینک‌سازان بر سر حق ساخت و فروش لنزهای دوتایی آکروماتیک شد.